# Jinxiang, Guangdong
Jinxiang (kinesiska: 金厢) är en köping i sydöstra Kina. Den ligger i Lufeng i staden Shanwei i provinsen Guangdong, omkring 250 kilometer öster om provinshuvudstaden Guangzhou. Antalet invånare är 33 540. Befolkningen består av 16 546 kvinnor och 16 994 män. Barn under 15 år utgör 31 %, vuxna 15-64 år 61 %, och äldre över 65 år 7,0 %.